# Thái Nguyên
Thái Nguyên är en stad i norra Vietnam. Den är belägen några mil norr om Hanoi och är huvudstad i provinsen Thái Nguyên. Folkmängden i centralorten uppgick till cirka 250 000 invånare vid folkräkningen 2019.